# Schizotaenia livingstonei
Schizotaenia livingstonei är en mångfotingart som beskrevs av Dobroruka 1969. Schizotaenia livingstonei ingår i släktet Schizotaenia och familjen storjordkrypare.
Artens utbredningsområde är Zambia. Inga underarter finns listade i Catalogue of Life.